# Церква Святого Духа (Олеськ)
Церква Святого Духа — храм у селі Олеськ в Любомльському районі на Волині. Настоятель - протоієрей Вадим Мусевич. Церква, побудована в 1889 році, є пам'яткою архітектури місцевого значення. У 2022 році храм було несправедливо передано ПЦУ,на сьогодні в селі діє й громада ПЦУ.